# ویلهلم فون رومان
ویلهلم فون رومان (آلمانی: Wilhelm von Rümann؛ ‏ ۱۱ نوامبر ۱۸۵۰ – ۶ فوریهٔ ۱۹۰۶) مجسمه‌ساز و نشان‌ساز برجستهٔ اهل آلمان و ساکن مونیخ بود.
وی دانش‌آموختهٔ آکادمی هنرهای زیبا، مونیخ و بعدها از شاگردان میشائیل واگمولر بود.
از وی آثار فراوانی در شهرهای کمنیتس، هایلبرن، مونیخ، نورنبرگ، اشتوتگارت، باد اوراخ و ورت به‌جا مانده‌است.

## نگارخانه

آثاری از ویلهلم فون رومان
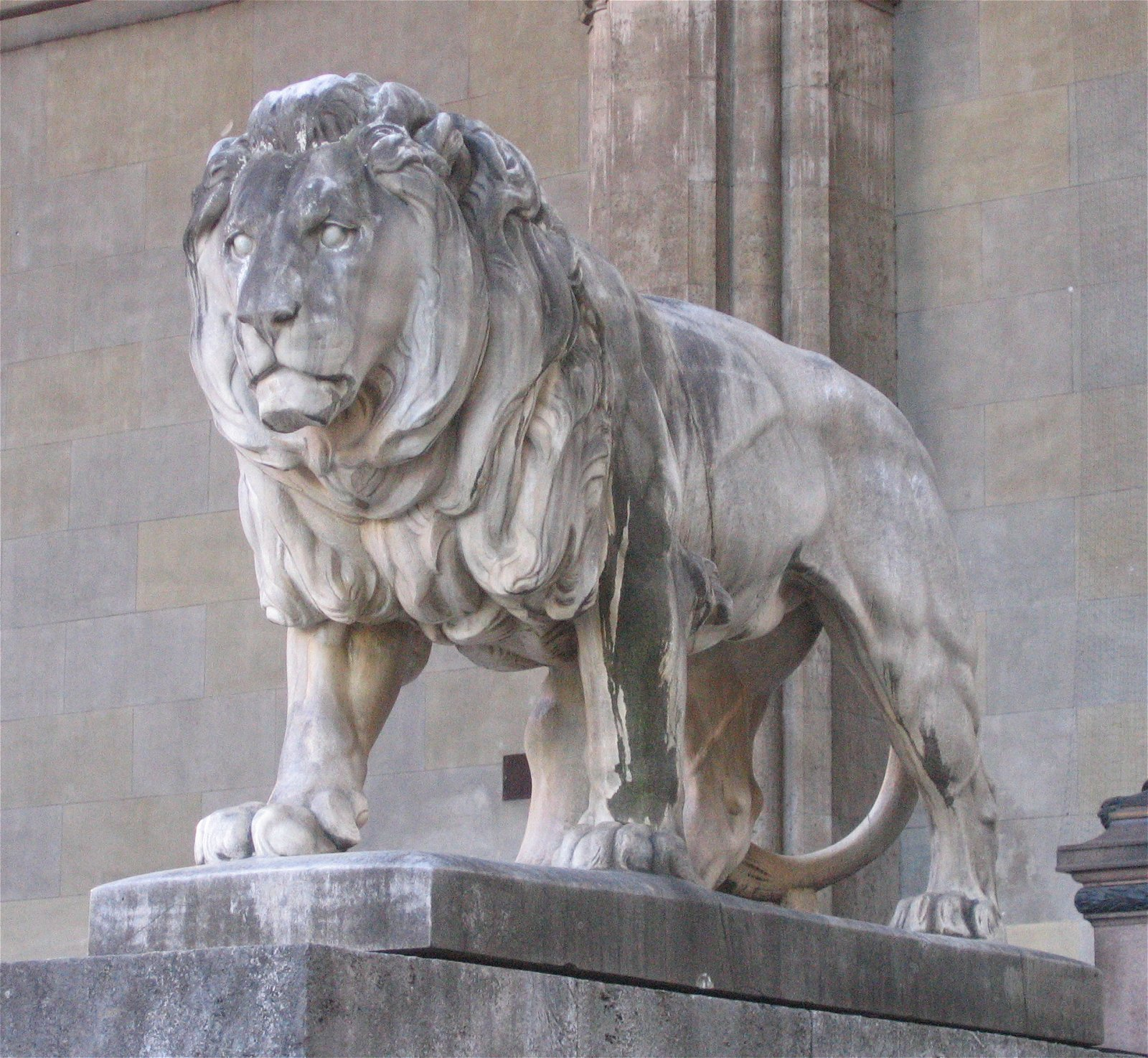
شیر سنگی در فلدهرنهاله
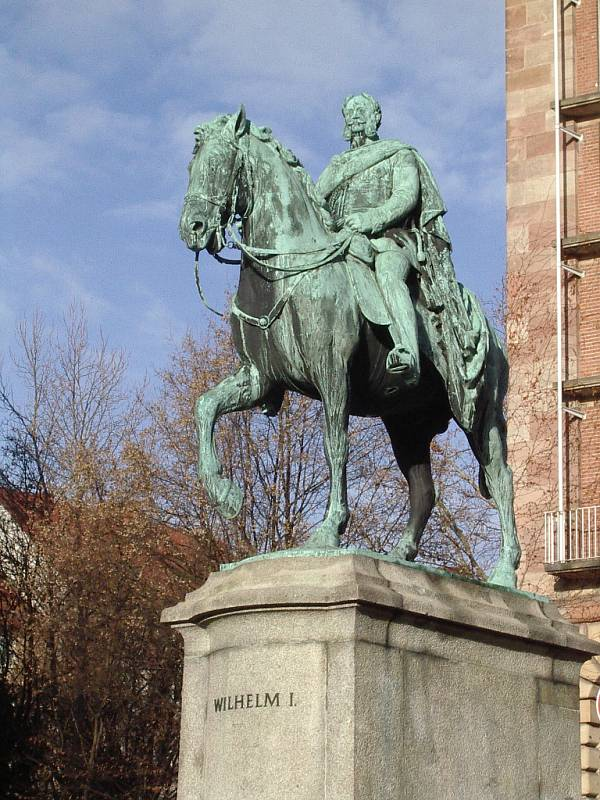
تندیس ویلهلم یکم، امپراتور آلمان در نورنبرگ. ساخت این تندیس را زیریوس ایبرله آغاز نمود، اما با مرگ وی ناتمام ماند و ویلهلم فون رومان آنرا تکمیل کرد.
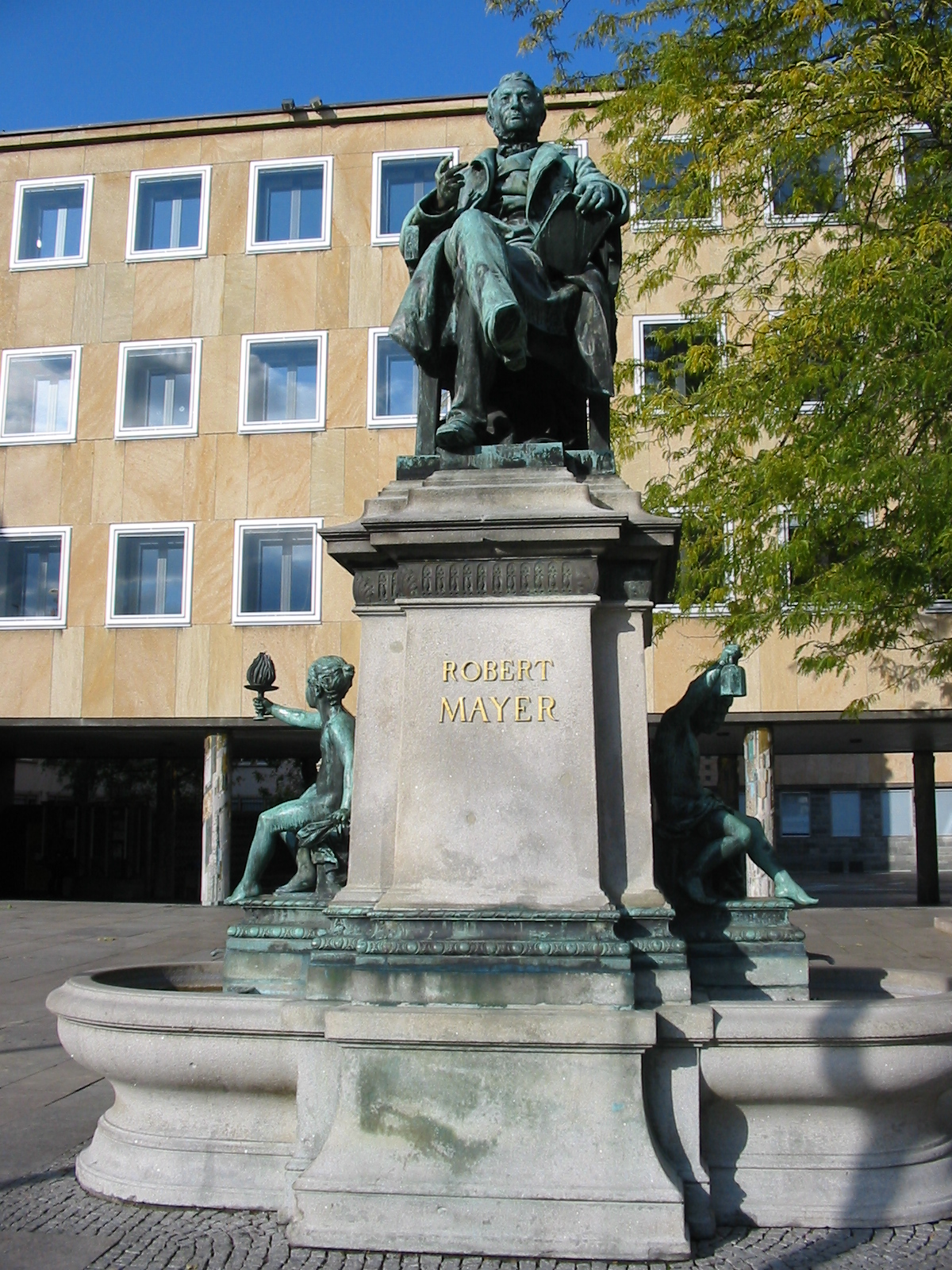
تندیس یولیوس روبرت فون مایر در هایلبرن (۱۸۹۲)
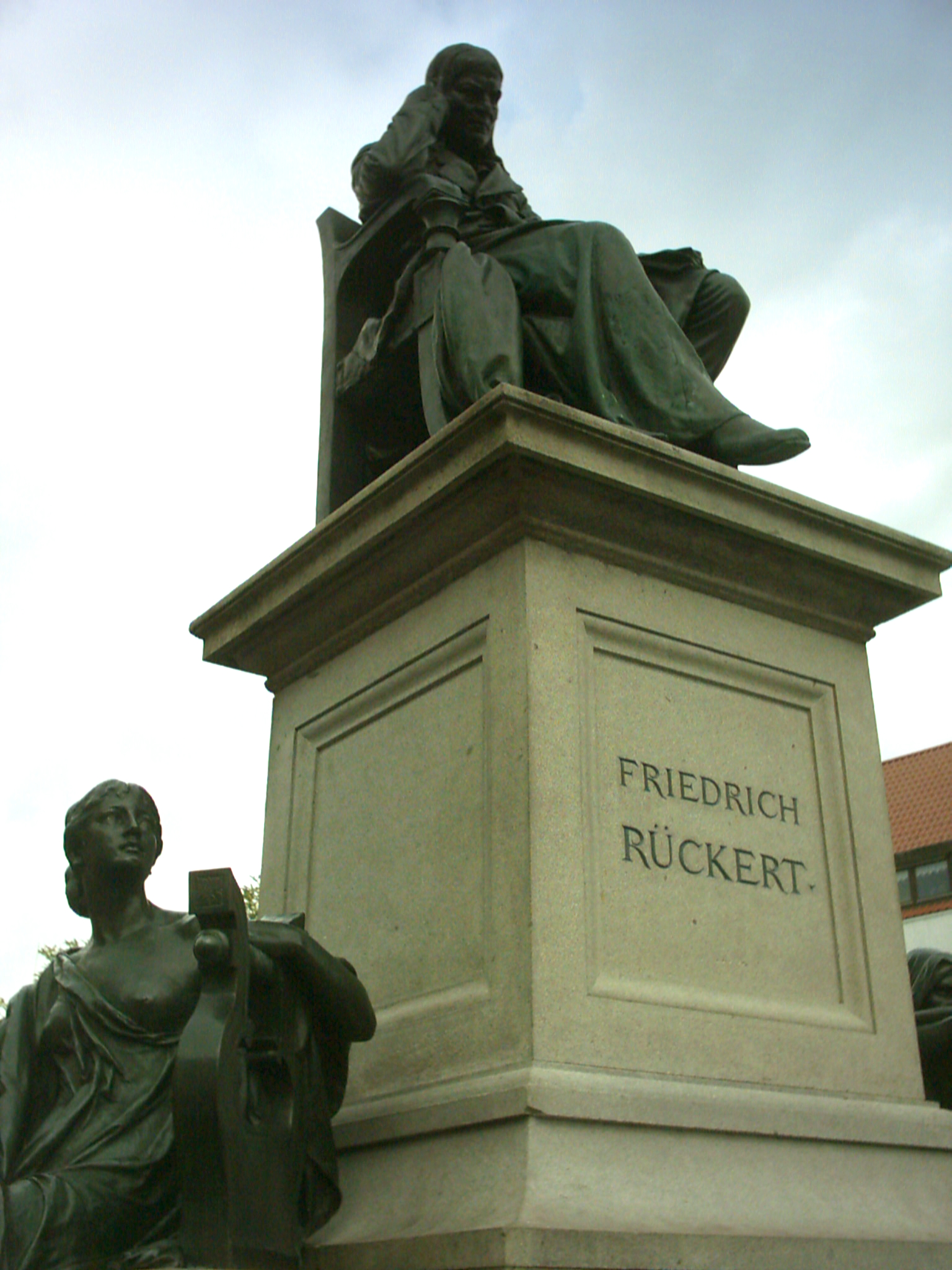
تندیس فریدریش روکرت  در شواینفورت